# Barbara Engleder
Barbara Engleder (Eggenfelden, 16 de setembro de 1982) é uma atiradora esportiva alemã, campeã olímpica.

## Carreira

### Rio 2016
Barbara Engleder representou seu país nas Olimpíadas de 2016, na prova de Tiro nos Jogos Olímpicos de Verão de 2016 - Carabina em 3 posições 50 m feminino conquistando a medalha de ouro.